# Paulusplatz (Darmstadt)
Der Paulusplatz ist ein öffentlicher Platz in Darmstadt.

## Lage
Der Paulusplatz liegt im Paulusviertel zwischen der evangelischen Pauluskirche und dem Gebäude der ehemaligen Landeshypothekenbank, dem Verwaltungssitz der Evangelischen Kirche in Hessen und Nassau (EKHN).

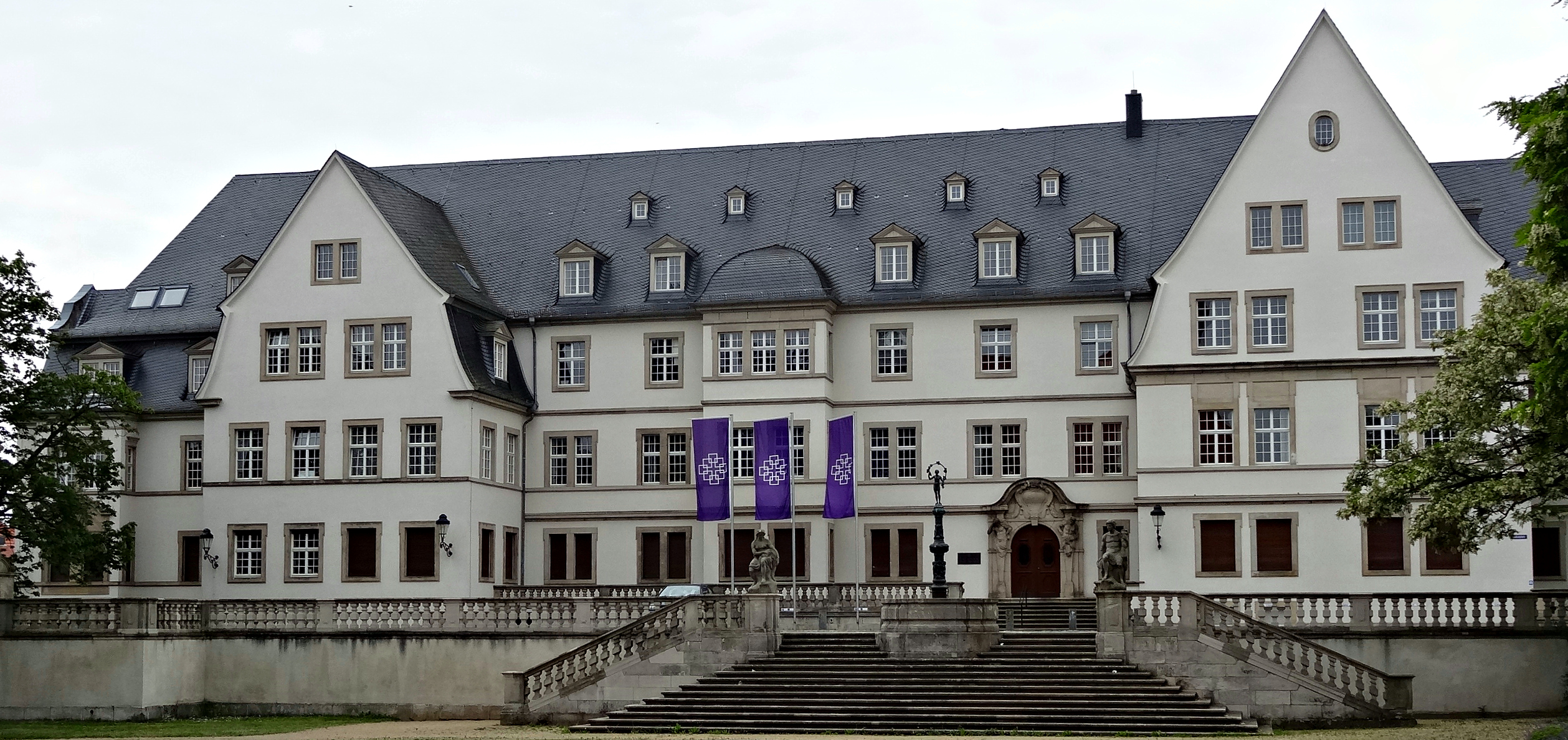
Ehemalige Landeshypothekenbank

## Geschichte
Der Paulusplatz wurde 1904 vom Architekten und Städteplaner Friedrich Pützer entworfen und bis 1907 zusammen mit seinen beiden Kollegen Paul Meißner und August Buxbaum im Darmstädter Stadtteil Bessungen angelegt.
Im Zweiten Weltkrieg wurde der Platz und die umliegenden Bauten stark beschädigt. Die Landeshypothekenbank brannte aus, wurde aber nach Ende des Krieges wieder aufgebaut. Erhalten blieben nur zwei Skulpturen, die auf die ursprüngliche Nutzung des Hauses hinweisen: Hermes als Schutzgott der Kaufleute und ein Kämmerer, geschaffen vom Bildhauer Augusto Varnesi.
Um den zunehmenden Verfall des Platzes besorgt, gründeten Bürger mit der Zusammenarbeit der Stadt Darmstadt und der Deutschen Stiftung Denkmalschutz Ende 2007 den Verein „Initiative Paulusplatz“ um die Sanierung des damals baufälligen Paulusplatzes zu ermöglichen.
Der Paulusplatz steht als Gesamtanlage unter Denkmalschutz.

## Ausgestaltung
Der Platz ist als Grünfläche mit Wegen, Sitzbänken, einem großen Bassin, Brunnen, Terrassierungen und Skulpturen gestaltet und wird durch die ebenfalls von Friedrich Pützer geplante Pauluskirche und die ehemalige Landeshypothekenbank begrenzt.